# Orland Park (Illinois)
Orland Park es una villa ubicada en el condado de Cook en el estado estadounidense de Illinois. En el Censo de 2010 tenía una población de 56767 habitantes y una densidad poblacional de 988,85 personas por km².

## Geografía
Orland Park se encuentra ubicada en las coordenadas 41°36′29″N 87°51′40″O / 41.60806, -87.86111. Según la Oficina del Censo de los Estados Unidos, Orland Park tiene una superficie total de 57.41 km², de la cual 56.66 km² corresponden a tierra firme y (1.29%) 0.74 km² es agua.

## Demografía
Según el censo de 2010, había 56767 personas residiendo en Orland Park. La densidad de población era de 988,85 hab./km². De los 56767 habitantes, Orland Park estaba compuesto por el 90.25% blancos, el 1.66% eran afroamericanos, el 0.09% eran amerindios, el 4.91% eran asiáticos, el 0.01% eran isleños del Pacífico, el 1.65% eran de otras razas y el 1.43% pertenecían a dos o más razas. Del total de la población el 6.21% eran hispanos o latinos de cualquier raza.